# Cecco da Pesaro
Cecco da Pesaro, noto anche come Francesco Zanferdini (Pesaro, 1270 circa – Montegranaro, 5 agosto 1350), è stato un religioso italiano. Terziario francescano, il suo culto come beato è stato confermato da papa Pio IX nel 1859.

## Biografia
Nato a Pesaro in una famiglia benestante, perse presto i genitori e, aggregatosi al terz'ordine francescano, distribuì tutte le sue ricchezze ai poveri e si ritirò a vita eremitica a Montegranaro. Tornato nella sua terra di origine, fondò la chiesa di Santa Maria del Ponte presso Fano e poi un convento sul colle Accio, dove trascorse gran parte del resto della sua vita dedicandosi alla penitenza e alle opere di carità.
Dopo un pellegrinaggio ad Assisi in occasione del giubileo della Porziuncola, nel 1347 fondò a Pesaro con la sua concittadina Michelina, anch'ella terziaria francescana, la scola (confraternita) della Santissima Annunziata, i cui membri si dedicavano alla cura infermi e alla sepoltura dei morti.
Trascorse i suoi ultimi giorni di vita nell'eremo di Montegranaro, dove morì in fama di santità.

## Il culto
Poco dopo la morte, il suo corpo venne traslato a Pesaro, in duomo, e sepolto sotto l'altare maggiore. La salma fu poi collocata nella cappella delle beate.
Papa Pio IX, con decreto del 31 marzo 1859, ne confermò il culto con il titolo di beato.
Il suo elogio si legge nel martirologio romano al 5 agosto.